# العلاقات البليزية الليختنشتانية
العلاقات البليزية الليختنشتانية هي العلاقات الثنائية التي تجمع بين بليز وليختنشتاين.

## مقارنة بين البلدين
هذه مقارنة عامة ومرجعية للدولتين:
| وجه المقارنة                                              | بليز         | ليختنشتاين                                 |
| --------------------------------------------------------- | ------------ | ------------------------------------------ |
| المساحة (كم2)                                             | 22.97 ألف    | 16                                         |
| عدد السكان (نسمة)                                         | 374.68 ألف   | 37.47 ألف                                  |
| الكثافة السكانية (ن./كم²)                                 | 16.31        | 234.19 ألف                                 |
| العاصمة                                                   | بلموبان      | فادوتس                                     |
| اللغة الرسمية                                             | لغة إنجليزية | اللغة الألمانية                            |
| العملة                                                    | دولار بليزي  | فرنك سويسري                                |
| الناتج المحلي الإجمالي (بليون دولار)                      | 1.84 مليار   | 6.29 مليار                                 |
| الناتج المحلي الإجمالي (تعادل القوة الشرائية) بليون دولار | 3.05 مليار   |                                            |
| الناتج المحلي الإجمالي الاسمي للفرد دولار أمريكي          | 4.88 ألف     |                                            |
| الناتج المحلي الإجمالي للفرد دولار أمريكي                 | 8.42 ألف     |                                            |
| مؤشر التنمية البشرية                                      | 0.715        | 0.908                                      |
| رمز المكالمات الدولي                                      | +501         | +423                                       |
| رمز الإنترنت                                              | .bz          | .li                                        |
| المنطقة الزمنية                                           | 00           | توقيت وسط أوروبا، ت ع م+01:00، ت ع م+02:00 |

## منظمات دولية مشتركة
يشترك البلدان في عضوية مجموعة من المنظمات الدولية، منها:
| علم المنظمة | اسم المنظمة                   | تاريخ انضمام بليز | تاريخ انضمام ليختنشتاين |
| ----------- | ----------------------------- | ----------------- | ----------------------- |
|             | الاتحاد البريدي العالمي       | ?                 | ?                       |
|             | الاتحاد الدولي للاتصالات      | 16 ديسمبر 1981    | 25 يوليو 1963           |
|             | منظمة حظر الأسلحة الكيميائية  | ?                 | ?                       |
|             | منظمة التجارة العالمية        | ?                 | ?                       |
|             | منظمة الشرطة الجنائية الدولية | ?                 | ?                       |
|             | الأمم المتحدة                 | 25 سبتمبر 1981    | 18 سبتمبر 1990          |

## وصلات خارجية
- موقع وزارة الخارجية البليزية